# Wenquan Hu
Wenquan Hu (kinesiska: 温泉湖) är en sjö i Kina. Den ligger i den autonoma regionen Tibet, i den sydvästra delen av landet, omkring 890 kilometer nordväst om regionhuvudstaden Lhasa. Wenquan Hu ligger 4 918 meter över havet. Arean är 11,4 kvadratkilometer. Trakten runt Wenquan Hu är ofruktbar med lite eller ingen växtlighet. Den sträcker sig 4,2 kilometer i nord-sydlig riktning, och 4,6 kilometer i öst-västlig riktning.
Genomsnittlig årsnederbörd är 444 millimeter. Den regnigaste månaden är juli, med i genomsnitt 171 mm nederbörd, och den torraste är november, med 1 mm nederbörd.